# Tranvía del Este
Tranvía del Este – system komunikacji tramwajowej, działający w dzielnicy Puerto Madero w Buenos Aires w Argentynie. Oficjalne otwarcie miało miejsce 14 lipca 2007, zaś rozpoczęcie regularnych kursów miało miejsce 25 lipca.

## Tabor
Wszystkie pojazdy do obsługi nowej linii tramwajowej zostały dostarczone przez francuski koncern Alstom. Tramwaje obsługujące trasę są dwusystemowe. Wszystkie pojazdy są niskopodłogowe, jednocześnie mogą one jednorazowo przewieść 300 pasażerów (48 miejsc stałych oraz 16 miejsc składanych).

## Trasa
Na trasie przejazdu znajdują się następujące stacje/przystanki:
- Retiro (otwarcie w 2012 r.)
- Córdoba
- Corrientes
- Belgrano
- Independencia
- San Juan (otwarcie w 2012 r.)

Tramwaje kursują od poniedziałku do soboty w godzinach od 8:00 do 23:20, zaś w niedziele i święta od 9:00 do 22:00 w takcie 15-minutowym. Bilety można zakupić w automatach biletowych zamontowanych na każdym przystanku. Bilet jednorazowy na przejazd kosztuje 1 ARS.

## Plany rozbudowy
Planowana jest dalsza rozbudowa istniejącej sieci tramwajowej. Rozbudowę planuje się o kolejne 2 km do dworca kolejowego Retiro, następnie 5,2 km. w kierunku terminalu autobusowego aż do portowej dzielnicy La Boca, gdzie ma być przystanek końcowy trasy, jednakże w studium wykonalności pozostaje plan o dalsze rozbudowywanie systemu tramwajowego w Buenos Aires.